# Bardell Rock
Bardell Rock är en kulle i Antarktis. Den ligger i Västantarktis. Argentina, Chile och Storbritannien gör anspråk på området.
Terrängen runt Bardell Rock är platt. Trakten är obefolkad. Det finns inga samhällen i närheten. 